# Vaterpolo klub ŽAK Kikinda
Il Vaterpolo klub ŽAK è una squadra di pallanuoto che ha sede a Kikinda, in Serbia.

## Storia
Il club fu fondato il 7 luglio 1951 da un gruppo di operai con il nome di VK Radnički, che significa appunto "lavoratori". Dopo soli tre anni divennero campioni del Banato.
Nel 1964 il club vinse il suo primo campionato serbo, e riuscì in tale impresa per tre stagioni consecutive. Seguitamente il nome fu cambiato in VK Odred i Plivački vaterpolo klub ŽAK, per poi assumere l'attuale denominazione VK ŽAK nel 1981.
Inizialmente la squadra giocava nella cava di argilla della zona industriale, finché fu costruita una piscina olimpica nella città nel 1978, che favorì lo sviluppo della pallanuoto a Kikinda, con conseguente apertura di un complesso natatorio nel 1979.
Uno dei più grandi successi nella storia del club si verificò nella stagione 2010-11, quando partecipò per la prima volta ad una competizione europea ufficiale, precisamente la Coppa LEN, in cui venne eliminata nel secondo turno a gironi. Lo stesso anno inoltre si piazzò al 4º posto nella Coppa di Serbia e al 5º posto in campionato.